# Джейсон Александер
Дже́йсон Алекса́ндер (англ. Jason Alexander) — американський актор.
Джейсон Александер народився в 1959 році в Ньюарку, штат Нью-Джерсі, в єврейській родині медсестри Рут Мінні (у дівотстві Симон) і менеджера Олександра Грінспена.
Виріс в Лівінгстоні (штат Нью-Джерсі), де в 1977 році закінчив місцеву середню школу, після чого навчався в Бостонському університеті.
Акторську кар'єру Александер почав в Нью-Йорку, постійно вдосконалюючись в співі і танцях. Виступав на Бродвеї. Александер відомий за такими фільмами, як «Берег москітів» (1986), «Красуня» (1990), «Білий палац» (1990), «Яйцеголові» (1993) та ін. У комедії 1994 року «Норт» він виконав одну з головних ролей разом з Елайджа Вудом. За роль Бориса Гадюкіна в Пригодах Роккі і Буллвінкля Александер був номінований на премію Saturn Award. Однією з останніх його робіт в кіно стала роль Карла в драмі Лассе Халльстрем «Хатіко: Вірний друг» (2009).
Також він знімався і в телесеріалах, таких як «Сайнфелд», «Монк», «Зона сутінків». За роль в «Сайнфелд» він неодноразово був номінований на премію «Еммі». У 1999 році Александер знявся в серії «Дослідницький центр» серіалу «Зоряний шлях: Вояджер». У Сполучених Штатах він також відомий по появі в рекламних роликах McDonald's і KFC.
Александер одружений з 1981 року, дружина — актриса і письменниця Дейна Тітл. Має двох синів — Габріеля і Ноя. Грає в покер і бере участь в різних турнірах.